# Moulins-le-Carbonnel
Moulins-le-Carbonnel település Franciaországban, Sarthe megyében. Lakosainak száma 697 fő (2022. január 1.). Moulins-le-Carbonnel Mieuxcé, Héloup, Saint-Céneri-le-Gérei, Assé-le-Boisne, Gesnes-le-Gandelin és Saint-Léonard-des-Bois községekkel határos.

## Népesség
A település népességének változása:
| Lakosok száma | 711  | 706  | 716  | 697  | 700  | 699  | 697  | 697  | 697  |
|               | 2013 | 2015 | 2016 | 2017 | 2018 | 2019 | 2020 | 2021 | 2022 |